# Портер, Эдвин
Э́двин Стэ́нтон По́ртер (англ. Edwin Stanton Porter; 21 апреля 1870, Пенсильвания, США — 30 апреля 1941, Нью-Йорк, США) — американский кинорежиссёр, оператор, сценарист, продюсер.

## Биография
Портер родился в 1870 году. Начал свою деятельность в кино безо всякой профессиональной подготовки. Отслужив в армии, он в 1896 году устроился в мастерские Эдисона в Вест-Оранже и начал снимать фильмы для кинетоскопа. Уже в 1900 он становится руководителем лаборатории. в 1901—1902 оператор хроник. У Эдисона Портер работал до 1911 года.
В 1911 году Портер основывает собственную студию «Рекс».
В 1912 году становится режиссёром и художественным руководителем фирмы Цукора «Феймос плейерз», для которой ставит фильмы: «Пленник Зенды».
В 1915 году Портер снял свой последний фильм «Вечный город». После 1915 Портер прекращает работу в кино.

## Фильмография
- 1898 — Сон кавалера / Cavalier’s dream
- 1900 — Сцены англо-бурской войны
- 1900 — Фауст и Маргарита / Faust and Marguerite
- 1901 — Что случилось на 23-й улице в Нью-Йорке / What Happened on Twenty-third Street, New York City
- 1901 — Ужасный Тедди, король Гриззли  / Terrible Teddy, the Grizzly King
- 1901 — Любовь к свету луны / Love by the Light of the Moon
- 1901 — Старая дева с её фото/ The Old Maid Having Her Picture Taken
- 1901 — День в цирке / Day at the Circus
- 1901 — Другая работа для Андертейкера / Another Job for the Undertaker
- 1901 — Дилемма художника /The artist’s dilemma
- 1901 — Конец Бриджит Маккин /The Finish of Bridget McKeen
- 1902 — Жизнь американского пожарного / Life of an American Fireman
- 1902 — Назначение телефона / Appointment by Telephone
- 1902 — Джек и бобовый стебель / Jack and the Beanstalk
- 1903 — Дорога антрацита/ Road of Anthracite
- 1903 — Что случилось в туннеле / What Happened in the Tunnel
- 1903 — Большое ограбление поезда / The Great Train Robbery
- 1903 — Хижина дяди Тома / Uncle Tom’s Cabin
- 1903 — Чистильщик обуви / The Gay Shoe Clerk
- 1904 — Фабрика собак / Dog Factory
- 1904 — / Parsifal
- 1904 — Бывший каторжник / The Ex-Convict
- 1904 — Европейское лечение / European Rest Cure
- 1905 — Жизнь американской полиции / Life of an American Policeman
- 1905 — Ночь перед Рождеством / The Night Before Christmas
- 1905 — Кони-Айленд ночью / Coney Island at Night
- 1905 — Клептоманка / The Kleptomaniac
- 1905 — Мелкое ограбление поезда / The Little Train Robbery
- 1905 — Железнодорожные злодеи / The Train Wreckers)
- 1905 — 1906:
  - Дочь мельника
  - Драма на реке
  - Белые колпаки
- 1906 — Сон любителя гренок с сыром / Dream of a Rarebit Fiend
- 1906 — Автомобильные воры / The Automobile Thieves.
- 1906 — Жизнь ковбоя / The Life of a Cowboy
- 1906 — Ожидание в церкви / Waiting at the Church
- 1907 — Маленькая девочка не верящая в Санта-Клауса / A Little Girl Who Did Not Believe in Santa Claus
- 1907 — Веселящий газ / Laughing Gas
- 1907 — Соперники / The Rivals
- 1908 — Она / She
- 1908 — Спасенный из орлиного гнезда / Rescued from an Eagle’s Nest
- 1908 — Бостонское чаепитие / The Boston Tea Party
- 1908 — Жизнь американского ковбоя / The Life of an American Cowboy
- 1908 — Нерон, поджигающий Рим
- 1909 — Ребёнка из леса / A Child of the Forest
- 1909 — Дочь солнца / A Daughter of the Sun
- 1909 — Фауст / Faust
- 1910 — Победа Мисс Лэнгдон / The Winning of Miss Langdon
- 1910 — Большая любовь / The Greater Love
- 1910 — В Toymaker, кукла и дьявол / The Toymaker, the Doll and the Devil
- 1910 — Фермера дочь / The Farmer’s Daughter
- 1910 — Алиса в стране чудес / Alice’s Adventures in Wonderland
- 1910 — Россия, земля угнетения / Russia, the Land of Oppression
- 1911 — Маяк на море / The Lighthouse by the Sea
- 1911 — Капитан Нелл / Captain Nell
- 1911 — Забастовка на шахтах / The Strike at the Mines
- 1911 — Испытание любви / The Test of Love
- 1911 — Железный мастер / The Iron Master
- 1911 — Цена победы / The Price of Victory
- 1913 — Граф Монте-Кристо / The Count of Monte Cristo
- 1913 — В узник Зенды / The Prisoner of Zenda
- 1914 — Тесс из страны бурь / Tess of the Storm Country
- 1914 — Хороший маленький дьявол / A Good Little Devil
- 1915 — Белла Донна / Bella Donna
- 1915 — Заза / Zaza
- 1915 — Продано / Sold
- 1915 — Вечный город / The Eternal City
- Большое ограбление банка
- Арест бандитов, ограбивших банк Иегга